# Цаохай
Цаоха́й (кит. упр. 草海湖, палл. Цаохай ху, буквально: «море травы») — озеро на территории Вэйнин-И-Хуэй-Мяоского автономного уезда округа Бицзе провинции Гуйчжоу Китайской Народной Республики. С 1985 года территория вокруг озера является заповедником провинциального значения, а с 1992 года — заповедником национального значения. В Китае известно как «сверкающая жемчужина» Юньнань-Гуйчжоуского нагорья.
Изначально площадь зеркала озера составляла свыше 4500 км², однако из-за климатических изменений и интенсивной человеческой деятельности к настоящему времени она сократилась всего до 5 км². Средняя глубина озера — около 2 м, оно расположено на высоте 2200 м над уровнем моря. Его площадь водосбора составляет 120 км².
Район озера Цаохай является крупнейшим и важнейшим заболоченным регионом юго-западного Китая, где зимует черношейный журавль. На озере также обитает 240 видов (17 отрядов и 34 семейства) птиц, в том числе такие, как серый журавль, чёрный журавль, белый аист, чёрный аист, горный гусь, беркут, орёл-могильник, орлан-белохвост и огарь.
Из озера берёт начало река Гэцзэхэ.